# مارسل شومان
مارسل شومان (آلمانی: Marcel Schumann; ۱۵ ژانویهٔ ۱۹۰۱ – ۲۳ آوریل ۱۹۸۹) بازیکن فوتبال اهل لوکزامبورگ بود.
وی همچنین در تیم ملی فوتبال لوکزامبورگ بازی کرده‌است.